# Daector reticulata
Daector reticulata är en fiskart som först beskrevs av Günther, 1864.  Daector reticulata ingår i släktet Daector och familjen paddfiskar. IUCN kategoriserar arten globalt som sårbar. Inga underarter finns listade i Catalogue of Life.